# Wasyl Seńkiw
Wasyl Seńkiw (ukr. Василь Сеньків; zm. 2 lipca 1885 w Lubszy) – ukraiński działacz społeczny, poseł do Sejmu Krajowego Galicji I kadencji (1861–1865), wójt w Lubszy (powiat Rohatyn).
Wybrany w IV kurii obwodu Brzeżany, z okręgu wyborczego Rohatyn-Bursztyn, 30 listopada 1865 na jego miejsce wybrano Jakuba Kulczyckiego.